# Niptjärnen (Björna socken, Ångermanland)
Niptjärnen är en sjö i Örnsköldsviks kommun i Ångermanland och ingår i Gideälvens huvudavrinningsområde.